# Max Merten
Max Merten (8 septembre 1911 à Berlin-Lichterfelde - 21 septembre 1971 à Berlin-Ouest) est le Kriegsverwaltungsrat (conseiller de l'administration militaire) des forces d'occupation allemandes nazies à Thessalonique dans le nord de la Grèce pendant la Seconde Guerre mondiale. Il est responsable entre autres crimes de la déportation d'environ 50 000 Juifs de la ville dans le cadre de l'Holocauste.
Il est arrêté lors d'une visite en Grèce en 1959, ce qui provoque un scandale politique, « l'affaire Merten » (grec moderne : Υπόθεση Μέρτεν). Il est reconnu coupable en Grèce et condamné à une peine de 25 ans en tant que criminel de guerre. La pression de l'Allemagne de l'Ouest, cependant, conduit à son extradition vers son pays natal, où il est libéré.
Le 28 septembre 1960, les journaux ouest-allemands Hamburger Echo et Der Spiegel publient des extraits de la déposition de Merten aux autorités allemandes, où Merten affirme que le Premier ministre grec Konstantínos Karamanlís était un informateur pendant l'occupation nazie de la Grèce. Ces déclarations provoquent une réaction du chef de l'opposition, Geórgios Papandréou, et de la gauche grecque contre Karamanlís.
Karamanlís rejette les affirmations comme non fondées et absurdes. Les accusations de Merten contre Karamanlís n'ont jamais été corroborées devant un tribunal.